# 환영
환영(幻影, illusion)은 감각의 왜곡으로 인하여 사실이 아닌 것을 사실로 받아들이는 현상을 의미한다. 
시각보다 다른 감각들에서 환영이 더 빈번하게 나타남에도 불구하고, 시각적 환영이 가장 잘 알려지고 이해되어 왔다. 시각적 환영 현상이 주목을 받는 이유는 종종 시각이 다른 감각들보다 우선시 되기 때문이다. 예를 들면, 복화술을 보는 사람들은 인형이 실제로 말을 한다고 인식하는데, 그것은 인형의 입이 단어를 말하는 것처럼 보이기 때문이다. 어떤 환영들은 감각을 받아들이는 동안 뇌가 만들어낸 전반적인 가정에 의해 발생한다. 이러한 가정들은 경험, 개인의 시각적 깊이 또는 움직임에 대한 지각능력, 인식불변성 (Perceptional constancy) 등으로 이루어진 구조적 틀에 의해 만들어진다. 다른 종류의 환영은 인간의 생물학적 감각 기관이나 체외의 상태에 의해 발생하기도 한다.
'환영'이라는 단어는 감각의 왜곡의 한 종류로서 일컬어진다. 자극이 없이 왜곡이 나타나는 현상인 '환각' (Hallucination)과는 다르게, 환영은 실제로 일어난 감각의 잘못된 해석에서 이해된다. 예를 들어, 환경에 상관없이 소리가 들린다면 환각 현상이지만, 물 흐르는 소리(혹은 다른 청각적 자극)로부터 목소리를 듣는다면 이는 환영 현상이다.
마임(Maimes)은 물리적인 방법으로 나타내는 환영 현상의 일련이다. 마임 배우들은 보이지 않는 물체를 가지고 연기를 함으로써 환영을 만든다. 이러한 환영들은 청중들의 물리적인 세계에 대한 가정들을 이용한다. 벽, 계단 오르기, 기대기, 사다리 내려가기, 당기기 또는 밀기 등이 그 예시이다.

## 시각적 환영
시각적 환영은 속이거나, 오해하게 만드는 시각적으로 인식된 이미지에 의해 확인된다. 눈에서 수집된 영상에 대한 정보는 뇌로 보내진 후 인식되는데, 단순한 시각 정보의 물리적 측정만으로 이 인식이 완전히 이루어지는 것은 아니다. 인간의 인식 체계가 작용하기 때문에 특정한 시각적 트릭에 의해 물리적, 지각적 환영이 나타날 수 있다는 것이 통상적으로 알려져 왔다. 인간의 뇌는 눈에 보이는 표본이 주위에 어떤 환경을 두고 있었는지를 염두에 두고 인식한다. 이 과정에서 뇌는 정보들을 생각할 수 있는 최선의 방법으로 조합하고자 하여 종종 실재와의 격차를 무시하게 된다. 이러한 방식을 통해 뇌는 환영현상을 만들게 된다.

## 청각적 환영
청각적 환영은 듣는 과정에서의 환영현상이다. 청자는 실제 자극속에 포함되지 않은 소리, 혹은 "불가능한" 소리를 듣게 된다.

## 촉각적 환영
촉각적 환영 현상의 예로는 부상 등으로 인해 사라진 팔 다리가 여전히 존재하는 듯한 느낌을 받게되는 환상 사지(Phantom limb) 현상, 연속적이지 않은 자극을 신체의 두 지점에 줄 경우 마치 연속적인 것처럼 느끼는 현상인 피부 토끼 환상(Cutaneous rabbit illusion), 뜨겁지 않은 그릴에 손을 가져다 대기만 해도 뜨겁다고 느끼는 열 그릴 환상 (Thermal grill illusion) 등이 있다. 흥미롭게도, 촉각 환영인식을 하는 동안 활성화 되는 뇌영역은 실제로 촉각자극을 주었을 때에 반응하는 뇌 영역과 비슷하다. 

## 다른 감각들
환영은 맛과 냄새를 포함한 다른 감각들에서도 나타날 수 있다. 혀의 미각 수용체가 손상되었다 하더라도 촉각 자극을 통하여 맛의 환영이 발생할 수 있다는 사실이 밝혀졌다. 후각 환영 역시 후각자극에 앞서 언어자극이 함께 수반될 경우 발생할 수 있다는 증거가 있다.